# Amelia Eve
Amelia Eve (Inglaterra, 02 de fevereiro de 1992), é uma atriz britânica, conhecida, principalmente, por interpretar Jamie, na série da Netflix, The Haunting of Bly Manor. Iniciou sua carreira em 2010, na série Enterprice, interpretando Charlotte.

## Biografia e carreira
Amelia é uma atriz britânica, nascida em 02 de fevereiro de 1992, na Inglaterra. Desde muito jovem, se envolveu em oficinas de atuação e teatro, e mais tarde estudou literatura inglesa na Royal Holloway University, bem como atuação no National Youth Theatre da Grã-Bretanha. Começou a carreira no teatro, com a ajuda de Alison de Burgh, com quem atuou em palcos, antes de aparecer em curtas-metragens, vídeos musicais e séries de televisão. Em sua carreira, Amelia participou de filmes como Big Boys Don't Cry (2020), Shadowland (2020) e em séries como Enterprise (2018) e The Haunting of Bly Manor (2020).

## Filmografia
| Ano  | Título                   |
| ---- | ------------------------ |
| 2011 | Fifth Time Lucky         |
| 2012 | ll Manors                |
| 2013 | Feed the Beast           |
| 2015 | Idéar                    |
| 2018 | Nicola: A Touching Story |
| 2018 | Mens Sana                |
| 2020 | Big Boys Don't Cry       |
| 2020 | Shadowland               |

## Televisão
| Ano  | Título                    | Papel     |
| ---- | ------------------------- | --------- |
| 2018 | Enterprice                | Charlotte |
| 2020 | The Haunting of Bly Manor | Jamie     |